# Stazione di Ragusa SAFS
La stazione SAFS di Ragusa, chiamata stazione di Ragusa Secondaria, era una delle tre stazioni di testa della ferrovia Ragusa-Vizzini-Siracusa. Fu aperta nel 1922 e rimase in esercizio fino al 1950. L'edificio è stato demolito alla fine degli anni cinquanta.

## Storia
Con la costruzione della nuova linea ferroviaria a scartamento ridotto della Società Anonima per le ferrovie secondarie della Sicilia (SAFS) si rese necessario costruire una seconda stazione accanto alla stazione FS di Ragusa. Aperta al traffico passeggeri e merci nel 1922, i movimenti per i primi anni furono poco produttivi. Nel 1927, con il collegamento al Porto di Siracusa (effettuato con grande ritardo), si ebbe l'avvio di un forte movimento di carri merci dato lo sfruttamento intensivo dell'asfalto ragusano per estrarne idrocarburi. La stazione fu molto attiva durante gli anni trenta fino all'inizio della seconda guerra mondiale durante la quale, a causa di bombardamenti dell'estate del '43, subì gravi danneggiamenti.

## Strutture e impianti
La stazione SAFS di Ragusa si trovava sul lato ovest della stazione FS e si presentava con una particolare architettura in quanto aveva la disposizione dei binari su più livelli. I progettisti concepirono l'edificio destinato al servizio merci al piano seminterrato mentre al piano superiore, che si trovava a livello con la stazione FS, si trovava il settore passeggeri. Due eleganti rampe di scale esterne salivano alla parte viaggiatori dal lato strada. La stazione SAFS di Ragusa fu l'unica delle stazione sulla Ragusa-Vizzini-Siracusa ad avere queste caratteristiche.